# Kaláka fesztivál
A Kaláka fesztivál (korábban Kaláka folknapok, Kaláka folkfesztivál) a Kaláka együttes által szervezett nyári folkzenei fesztivál. Fő helyszíne 1980 és 2011 között a Diósgyőri vár volt, de több eseményt Miskolc és  Diósgyőr különböző helyszíneire is elvittek. 2012-től – a Diósgyőri várban folyó átalakítási munkálatok miatt – a fesztivált Egerben rendezik meg.

## Története
Az első, még csak kétnapos fesztivált 1980 júniusában rendezték a Diósgyőri várban, miután Miskolc városának, ezen belül a Városi Művelődési Központ munkatársának, Barta Évának a kezdeményezése találkozott a Kaláka együttes elképzeléseivel. A Kaláka ekkor már túl volt néhány nyugat-európai (Németország, Franciaország, Hollandia) folkfesztiválon való fellépésen, így a minta már ismert volt. Ekkor még pár évig Kaláka folknapok (majd sokáig Kaláka folkfesztivál) volt a neve, és a rendszerváltásig a Városi Művelődési Központ szervezte a rendezvényt, majd annak megszűnése után, 1993-tól a Kaláka Alapítvány vette át ezt a feladatot.
A fesztivált Diósgyőrben minden év július második hétvégéjén rendezték meg, Egerben minden év júniusának 4. hétvégéjén rendezik. A rendezvény azonnal sikert aratott, és a következő években mind az időtartam, mind a programok változatossága, mind a helyszínek tekintetében bővült. A népzenén kívül megjelent a jazz, a verskoncert, a fiatal előadók bemutatkozása stb., ugyanakkor egyre több ismert, sőt világhírű hazai és külföldi előadó, együttes lépett fel. Előadásokat tartottak – a várbeli két színpadon kívül – a város számos más pontján is, például a Városháza díszudvarán, az Európa Házban, a Csodamalom Bábszínházban, a Belvárosi evangélikus templomban, a Zsinagógában és az avasi műemlék templomban is.
A Kaláka együttes a fesztivál szervezéséért, Miskolc város kulturális életében való fontos közreműködésért 2004-ben megkapta Miskolc városától a Pro Urbe kitüntető címet. A Kaláka fesztivál Közép-Európa legrégebbi folkzenei fesztiválja, amely 2010-ben ünnepelte a harmincadik születésnapját.
2012-től a fesztivált Egerben rendezik meg. „Mi ott folytatjuk, ahol tavaly abbahagytuk, de innentől kezdve Egerben” – írta az együttes a fesztivál honlapján.